# Markuszka
Markuszka – niestandaryzowana część wsi Załęże w Polsce, położona w województwie podkarpackim, w powiecie jasielskim, w gminie Osiek Jasielski.
Dawniej odrębna wieś i gmina w Bezirk Jasło.